# 황소상어
황소상어(영어: bull shark, 학명: Carcharhinus leucas)는 따뜻하고 얕은 해안이나 강에 서식하는 상어이다. 이들은 예측불가능한 행동과 종종 포악함으로 알려져 있다. 많은 과학자들은 이들이 얕은 물을 선호함에 따라 다른 상어보다 인간에 끼치는 위협이 크다고 하였다. 뱀상어, 백상아리와 함께 인간을 공격하는 것으로 알려진 상어이다.
다른 대부분의 해양 상어와는 달리 황소상어는 바다로 이뤄진 바닷물과 강이나 호수로 이뤄진 민물에서도 살 수 있다. 강을 따라 거슬러 올라가기도 하며, 따라서 강가나 호숫가에서 일어난 공격은 이들에 의한 것이 많다. 하지만 황소상어는 진정한 민물상어는 아니다. 바다에 살지않고 오직 강과 같은 민물에서만 서식하며 살아가는 진정한 민물상어인 종은 상어들 중에서도 완전히 민물에 적응하여 평생을 민물에서만 살아가는 갠지스상어이다.

## 어원
"황소 상어" 하는 이름은 상어의 다부진 모양, 넓고 평평한 주둥이, 그리고 공격적이고 예측할 수 없는 행동에서 유래되었다. 인도에서, 황소 상어는 순다르반스 또는 갠지스상어와 혼동될 수 있다. 아프리카에서는 잠베지강 상어 또는 그냥 "잠비" 라고도 불린다. 넓은 범위와 다양한 서식지로 인해 갠지스 강 상어, 피츠로이 크릭 고래, 반 루옌 상어, 니카라과 호수 상어, 강 상어, 민물 고래, 하구 고래, 스완 강 고래, 아기 상어, 삽코 상어 등 많은 지역 이름이 붙었다.

## 진화
황소 상어의 가장 가까운 친척들 중 일부는 삼투압 조절 기능을 가지고 있지않다. 그것의 속인 흉상어속(Carcharhinus)은 또한 삼투압 조절이 불가능한 흉상어를 포함한다. 황소 상어는 강상어속(Glyphis)의 강상어와 흉상어속(Carcharhinus)의 다른 종들과 많은 유사점을 공유하지만, 그것의 계통발생은 아직 명확하지 않다.

## 해부학적 구조와 외형
황소 상어는 크고 뚱뚱하며, 암컷이 수컷보다 크다. 황소 상어는 태어날 때 몸길이가 81cm까지 될 수 있다. 성체 암컷 황소상어는 평균 몸길이가 2.4m이고 일반적으로 몸무게가 130kg인 반면, 약간 더 작은 성체 수컷은 평균 몸길이가 2.25m이고, 몸무게는 95kg이다. 최대 크기는 3.5m로 보고되지만, 정확하게 4.0m인 암컷 표본에 대한 단일 기록이 존재한다. 3.25m 길이의 임신한 개체는 450kg에 달한다. 황소상어는 비슷한 길이의 다른 흉상어과 상어보다 더 넓고 무겁고, 위는 회색이고 아래는 흰색이다. 두 번째 등지느러미는 첫 번째 등지느러미보다 작다. 황소상어의 꼬리지느러미는 큰 상어의 꼬리지느러미보다 길고 낮으며, 작은 주둥이를 가지고 있고, 등뼈 사이에 융기가 없다. 황소 상어는 최대 5,914N의 힘을 가지고 있는데, 이는 조사된 모든 연골어류 중에서 무게가 가장 높은 것이다.

## 예외 표본
2012년 6월 초, 대서양 서부 근처 플로리다 키스 해안에서, 최소 2.4m와 360-390kg 으로 추정되는 암컷이 R.J. 던랩 해양 보존 프로그램 회원들에 의해 잡혔다. 아랍에미리트의 푸자이라 해안의 아라비아해에서 2019년 2월에 347.8kg, 길이 3m의 임신한 상어가 잡혔고, 뒤이어 2020년 1월에 약 350kg, 길이가 거의 비슷한 다른 표본이 잡혔다.

## 분포 및 서식지
황소상어는 전 세계적으로 따뜻한 바다의 해안 지역, 강과 호수, 그리고 가끔 염류와 담수류에서 발견된다. 그것은 보통 30m 이상 깊이 수영하지 않기 때문에 150m의 깊이에서 발견된다. 대서양에서, 메사추세츠에서 남부 브라질 그리고 모로코에서 앙골라까지 발견된다. 황소상어의 개체수는 또한 브리즈번의 강에 500마리 이상의 황소상어가 살고 있는 것으로 생각되는 몇몇 주요 강에서 발견된다. 보도에 따르면 한 마리는 2010-11년 퀸즐랜드 홍수 이후, 물에 잠긴 퀸즐랜드 주 브리즈번의 거리를 수영하는 것이 목격되었다. 2011년 1월 홍수가 절정에 달했던 직후 퀸즐랜드의 굿나의 주요거리 중 하나에서 몇몇이 목격되었다. 모든 만 안에 있는 브리즈번의 바로 북쪽에 있는 스카버러의 운하에서 큰 황소상어가 잡혔다. 퀸즐랜드 주 골든코스트의 운하에는 여전히 많은 수의 황소상어가 있다. 태평양에서는 바하 캘리포니아에서 에콰도르까지 발견될 수 있다. 황소상어는 아마존 강을 거슬러 페루와 볼리비아 북부의 이키토스까지 4000km를 여행했다. 또한 이 상어는 니카라과 호수, 서벵골의 갠지스 강과 브라마푸트라 강, 그리고 동인도와 방글라데시에 인접한 아삼에서도 서식한다. 남아프리카공화국의 세인트루시아 루시아 하구에서처럼 염분이 많은 물에서 살 수 있다. 황소상어는 적어도 1924년부터 바그다드와 같은 강 상류의 티그리스 강에서 기록되어왔다. 황소상어는 난류에 대한 뚜렷한 선호도를 가지고 있다. 허리케인 카트리나가 지나간 후, 많은 황소상어들이 폰차트레인 호수에서 목격되었다. 황소상어들은 때때로 미시시피강의 상류인 일리노이주 알튼까지 갔다. 또한 황소상어들은 메릴랜드주 포토맥강에서 발견되었다. 호주 퀸즐랜드주 로건시티의 카북에 있는 골프장 호수는 황소상어들의 서식지이다. 그 골프 코스는 신기함을 이용해 "상어 호수 챌린지" 라고 불리는 월간 토너먼트를 개최한다.